# Kahina Saidi
Kahina Saidi –en árabe, كهينة سعيدي– (Bordj El Kiffan, 17 de marzo de 1984) es una deportista argelina que compitió en judo. Ganó dos medallas en los Juegos Panafricanos en los años 2007 y 2011, y cinco medallas en el Campeonato Africano de Judo entre los años 2006 y 2012.

## Palmarés internacional
| Juegos Panafricanos | Juegos Panafricanos     | Juegos Panafricanos | Juegos Panafricanos |
| Año                 | Lugar                   | Medalla             | Categoría           |
| ------------------- | ----------------------- | ------------------- | ------------------- |
| 2007                | Argel (Argelia)         | Medalla de oro      | –63 kg              |
| 2011                | Maputo (Mozambique)     | Medalla de bronce   | –63 kg              |
| Campeonato Africano |                         |                     |                     |
| Año                 | Lugar                   | Medalla             | Categoría           |
| 2006                | Puerto Louis (Mauricio) | Medalla de oro      | –63 kg              |
| 2008                | Agadir (Marruecos)      | Medalla de plata    | –63 kg              |
| 2010                | Yaundé ( Camerún)       | Medalla de oro      | –63 kg              |
| 2011                | Dakar (Senegal)         | Medalla de plata    | –63 kg              |
| 2012                | Agadir (Marruecos)      | Medalla de bronce   | –63 kg              |